# Annuntiatenkloster Aachen

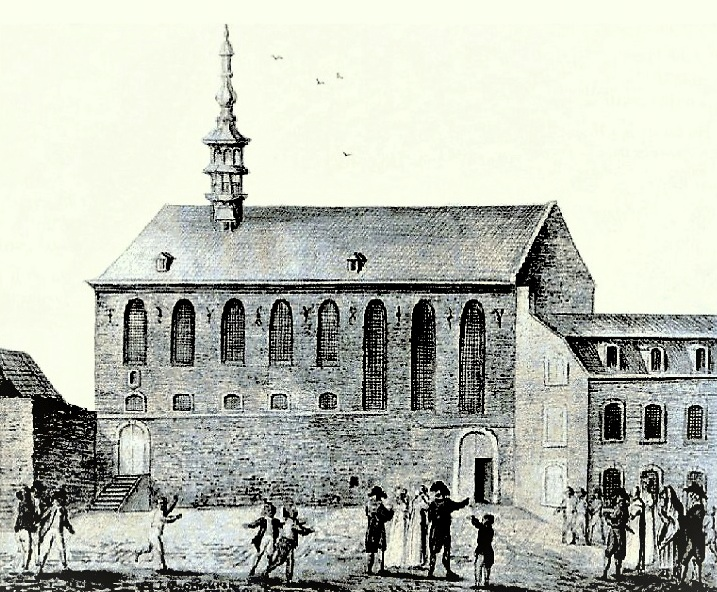
Annuntiatenkloster Aachen

Das Annuntiatenkloster Aachen war die Niederlassung der Annuntiatinnen in Aachen. Sie wurde 1649 im Bereich des heutigen Kármánauditoriums in unmittelbarer Nachbarschaft zum Klosterrather Hof errichtet und 1802 säkularisiert. Anschließend dienten die Klostergebäude vorübergehend als Krankenanstalt und wurden 1874 abgerissen.

## Geschichte
Im April 1646 wurden vier Schwestern aus dem Annuntiatenkloster Düren nach Aachen entsandt, wo sie zunächst in einem Privathaus unterkamen. Um die Ansiedlung der Schwestern in Aachen hatte sich der Guardian des Franziskanerklosters, Heinrich Isendorn zu Blois OFM, bemüht. Mit Hilfe von Sponsoren war es ihnen bald möglich, ein Haus mit einem Obstgarten hinter dem Klosterrather Hof zu erwerben, das sie am 14. November 1649 nach entsprechendem Umbau als einfaches einflügeliges Konventgebäude mit einem integrierten Oratorium beziehen konnten. Wenige Jahre später zerstörte am 2. Mai 1656 der große Stadtbrand von Aachen die Klosteranlage und die Schwestern fanden vorübergehend Unterkunft in der Abtei Burtscheid, bevor sie zwischenzeitlich wieder in ihr Dürener Mutterhaus zurückkehrten. 

Währenddessen wurde in den folgenden Monaten zunächst das Aachener Konventgebäude soweit wieder hergestellt, dass die Schwestern im Oktober 1660 ihr Kloster in Aachen wieder beziehen konnten. Um weitere Gelder für den Bau einer Klosterkirche zu erhalten, verkauften sie einen Teil ihres abgebrannten Grundstücks dem Abt Winand Lamberti von der Abtei Rolduc. Mit dem Kauferlös und weiteren Fördermitteln war es den Schwestern schließlich möglich, im Jahr 1669 mit dem Bau der Kirche zu beginnen. Der im Jahr 1893 bei Grabungsarbeiten gefundene Grundstein bestätigt mit einer Inschrift auf einer aufgebrachten Bleiplatte die Grundsteinlegung. Die Inschrift lautet: 

„ANNO • NACH • CHRISTI • GEBURT • 1669 • DEN • 8 • 7BRIS • UNDER • REGIERUNG • PABSTEN • CLEMENTIS • DES • 9 • ROEMISCHEN • KAISERS • LEOPOLDI • DES • ERSTEN • MAXIMILIANI • HENRICH • BISCHOFEN • ZU • LUTICH • BONAVENTURA • ANCILLA • REULL • PROVINCIAL • MATRIS • SIBILLAE • KAMMERLIXES • SEGNET • DEN • ERSTEN • STEIN • ZUR KIRCHEN • DER • HOCHWURDIGER • HERR • PETER • MELCHIORIS • VON • DER • STEGE • ABT • ZU • CLOESTERRAD • UND • GELEGT • IN NAHMEN • DES • KAISERLICHEN • FREIEN • REICHS • ACHEN • LOEBLICHEN • BURGERSCHAFT • DURCH • DEN • WOLEDEL • GEBOREN • Herr • JOHAN • BERTRAM • VON • WEILERRE • BURGER  • UND  • SCHEFFENMEISTER • UND • DEN • EDELEN • NICOLAUM • FIBUS • BURGERMEISTER • ZU • EHREN • DER • HIMMELISCHEN • KOENIGIN • MARIAE • UND • DER • HEILIGEN • SCHUTZENGELEN • SOLLE • ALSO • VORTAN • DIES • CLOESTER • GENENT • WERDEN • ANNUNCIATEN • JUNFFERCLOESTER • ZU • DEN• HEILIGEN • SCHUTZENGELEN.“

Ein Jahr später versiegten erneut die Geldquellen und der Bau der Kirche kam trotz Bittgesuchen der Schwestern vorerst zum Erliegen. Erst in den 1670er-Jahren konnte nach Eingang größerer Spendensummen die Bauarbeiten an der Kirche fortgeführt werden, die schließlich im Juli 1678 geweiht werden konnte. Die Kirche befand sich in etwa an der heutigen Einmündung der Vincenzstraße/Kármánstraße in die Straße Annuntiatenbach und war ein schlichtes einschiffiges Gebäude, dessen Erdgeschoss etwa 1,80 Meter über dem Straßenniveau lag. Die acht Achsen waren zwischen den hohen Fenstern mit spiralförmig geschweißten Ankerschlüsseln verbunden. Auf dem Dachfirst befand sich ein langgezogener offener Zwiebelturm mit geschweifter Haube. Im Innern war die schlichte Kirche mit einem Tonnengewölbe bedeckt. Auf vier Säulen mit quadratischen Sockeln ruhte die weit vorspringende Nonnenempore. Als kostbarster Besitz des Klosters ist die Existenz einer Monstranz belegt, die der Klosterkirche im frühen 17. Jahrhundert geschenkt worden war und im Jahr 2017 im Centre Charlemagne ausgestellt wurde.
Anfang des 18. Jahrhunderts planten die Schwestern zudem eine Erweiterung ihres Klosterbaus, für die der Aachener Stadtbaumeister Laurenz Mefferdatis einen Entwurf erstellt hatte, dessen Ausführung wiederum aus Geldmangel jedoch nie umgesetzt werden konnte.
Nach dem Einmarsch der Franzosen im Jahr 1794 und der Säkularisation des Annuntiatenklosters im Jahr 1802 durch die neuen Machthaber, schenkte Napoléon Bonaparte das Kloster der Stadt Aachen zur Betreuung und Pflege „armer Irrer“ und für „kranke Freudenmädchen zur Correction“.  Nach dem Abzug der Franzosen stellte die Stadtregierung dem Aachener Apotheker Johann Peter Joseph Monheim das alte Klostergebäude zur Verfügung, der dort am 28. März 1823 das so genannte „Vincenzspital“ für unheilbar Kranke und altersschwache Patienten einrichtete. Diese wurden im Jahr 1855 dann in das neu erbaute „Maria-Hilf-Hospital“ am heutigen Kurpark Aachen verlegt. Das vormalige Kloster nahm nun bis 1875 wieder geistig behinderte Frauen auf, bevor es anschließend wegen Baufälligkeit endgültig abgerissen werden musste.
An die frühere Existenz des Annuntiatenklosters und des Vincenzspitals erinnern die Straßennamen „Vincenzstraße“, aus der später die „Kármánstraße“ wurde, und die heutige Straße „Annuntiatenbach“, obwohl dort der Johannisbach durchfließt.